# Advanced Crew Escape Suit

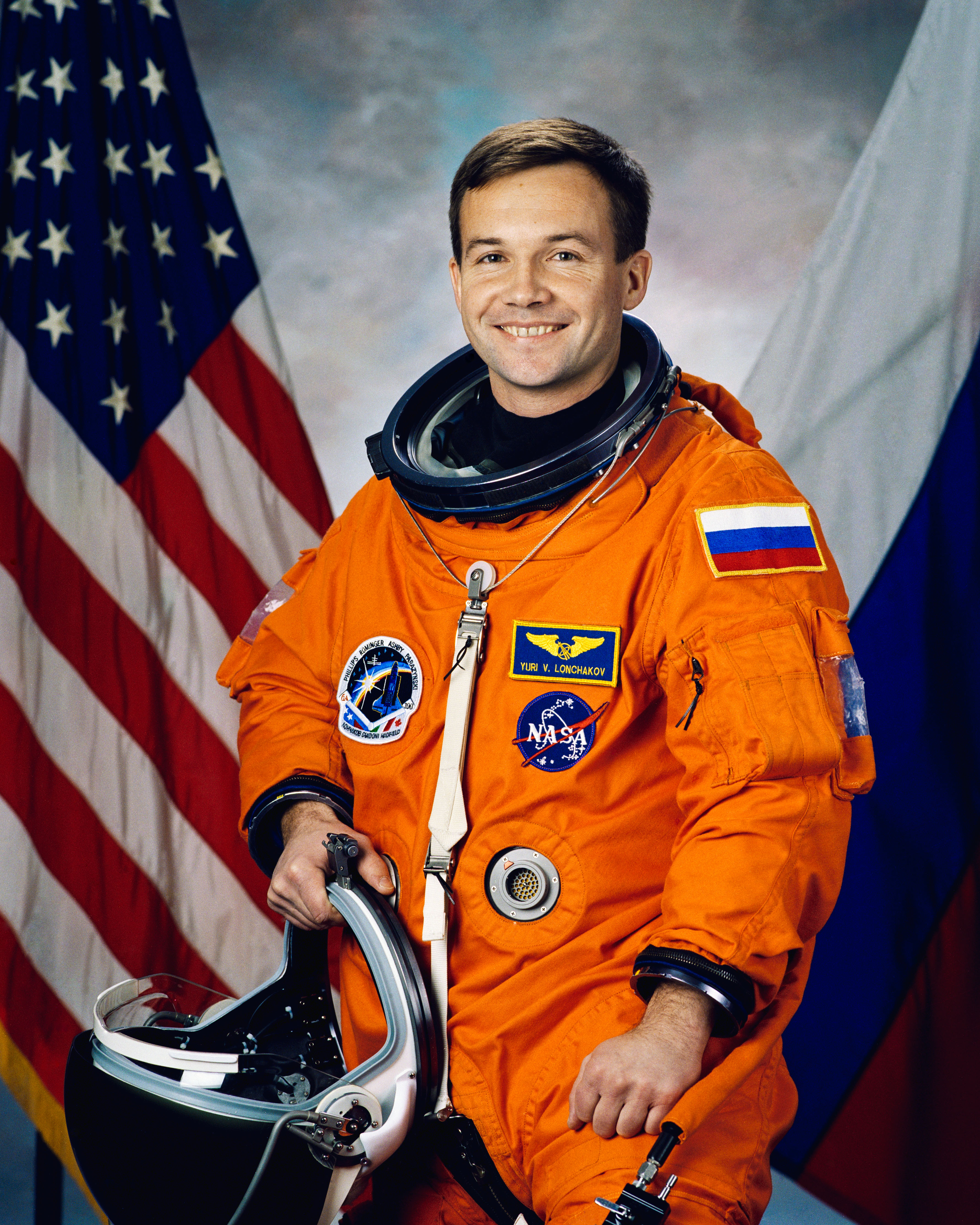
El astronauta Yuri Lonchakov vistiendo un traje ACES.

Advanced Crew Escape Suit o ACES (denominado S1035 por su fabricante, David Clark) es un traje espacial utilizado en el transbordador y que reemplazó al traje LES (Launch/Entry Suit) a partir de 1995. Fue diseñado para proteger a la tripulación del transbordador en el caso de despresurización de la cabina para alturas de menos de 30 km, y a diferencia del LES se trata de un traje de presión completa. También sirve para proteger a los astronautas del aire frío y del agua en caso de un amerizaje. Dispone del mismo sistema de protección anti-G que el LES: unos sacos hinchables que presionan alrededor de las piernas y el abdomen inferior para que la sangre no se acumule en la parte inferior del cuerpo. El traje dispone de enfriamiento por circulación de líquido en su interior.
El traje tuvo su vuelo de inauguración en la misión STS-64, el 9 de septiembre de 1994.